# Castello di Libohovë
Il castello di Libohovë è un monumento del patrimonio culturale a Libohovë, nel distretto di Argirocastro, nella prefettura di Argirocastro, in Albania.

## Storia
Il castello di Libohovë fu costruito negli anni 1796-1798. Questo castello fu un regalo di Alì Pascià di Tepeleni a sua sorella, Shanisha, che si sposò a Libohovë. È un monumento visitabile e di interesse turisitico.
Il castello ha quattro torri poligonali agli angoli e la cinta muraria che circonda un'ampia area, creando una fortezza di notevoli dimensioni. Il castello aveva una posizione strategica e controllava l'intera valle del Drin. Questo monumento è omologato con il numero "1886 del 10.06.1973".
L'area in cui sorge la città era divisa da diversi corsi d'acqua in zone rocciose separate da cui provengono le acque fredde delle sorgenti di Zhepa, Loze ecc. Nel centro della città si trova il platano di Libohovë, che si stima abbia più di 560 anni.